# ジェームズ・エンディコット (教会指導者)

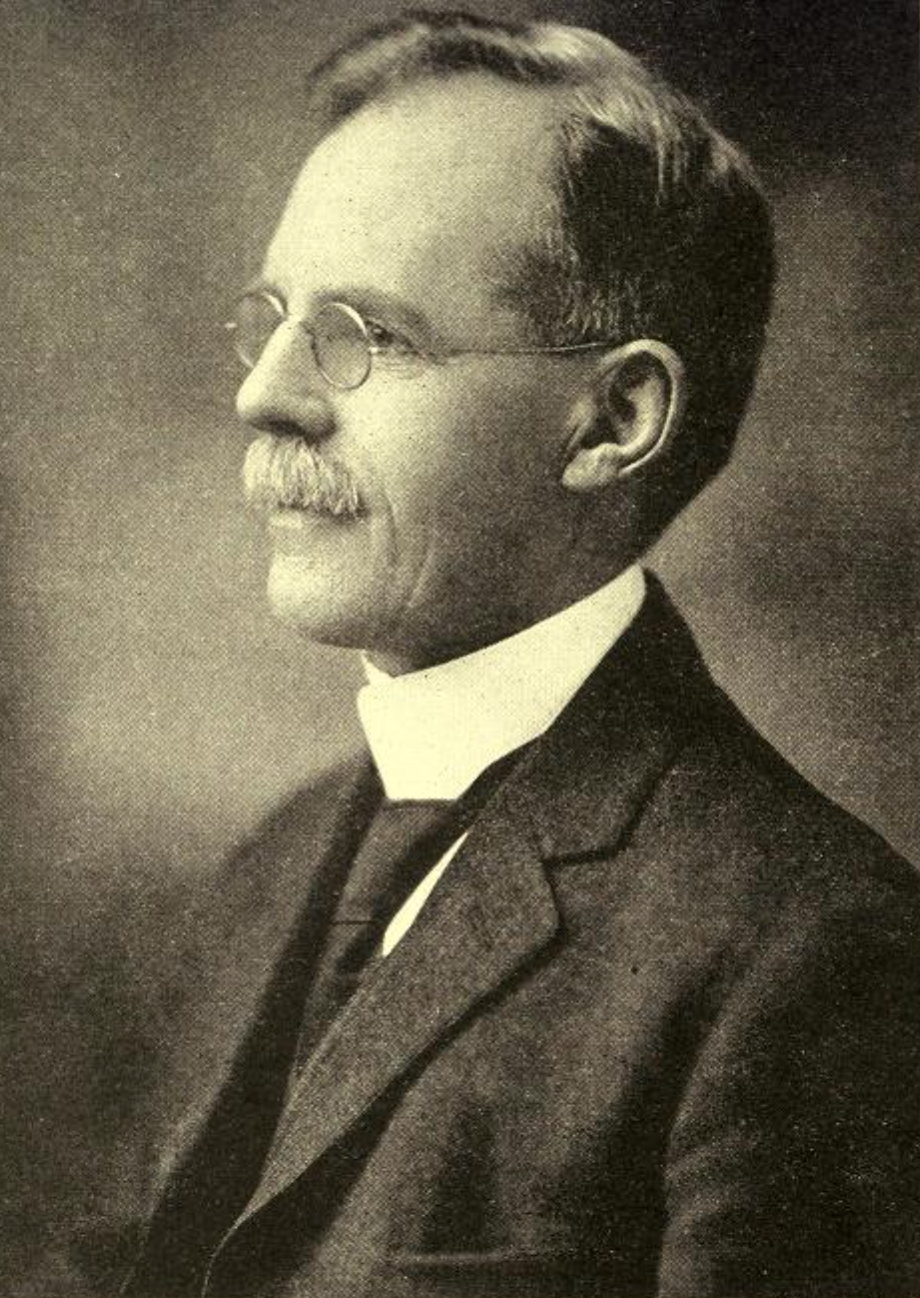
ジェームズ・エンディコット

ジェームズ・エンディコット(James Endicott, 1865年 - 1954年)は、カナダの教会指導者で、宣教師である。彼はイングランドのデヴォンで11人兄弟の4人目の子として生まれた。彼の父は農場で働いていた。
エンディコットは17歳のときにイングランドからカナダに旅立ち、兄弟とともにオンタリオ州南西部で塗装業をしていた。彼はサラ・ダイアモンドとの出会いをきっかけに、メソジスト教会に加わるようになった。後に彼とサラは結婚している。その後、彼は牧師見習いとなり、西部カナダのレスブリッジに派遣された。そこで彼は地域の牧師に気に入られて、マニトバ大学ウェスレー・カレッジに入学することを支援してもらっている。このメソジスト系大学の同僚たちが資金を工面してくれたおかげで、彼は大学を卒業し、1893年、新しいメソジスト宣教団の一員として中国の四川省に派遣されることになった。彼は同年正式な牧師に按手されている。エンディコット夫妻と5人の子どもたちは1910年に末娘の健康不安からカナダに戻り、トロントに落ち着いた。そこで彼は1913年にカナダ・メソジスト教会海外宣教団派遣委員会の事務総長になった。
1924年と25年は、エンディコットがメソジスト派、会衆派、長老派の三教会を糾合して合同させることに心血を注いだ年であった。彼が主導的な役割を果たしたこの事業は、1925年にカナダ合同教会として結実した。彼は1926年から28年までカナダ合同教会総会議長を務めた。彼はまた合同教会海外宣教団派遣委員会が発足したときから引退する1937年までその委員長を務めた。彼は人生の終わりまでこの教派における指導的な人物であった。
彼の息子であるジェームズ・ガレス・エンディコットもまた教職者であり、中国への宣教師であった。彼は中国共産党と中華人民共和国の支持者でもあった。